# موج‌سواری در المپیک تابستانی ۲۰۲۴
موج‌سواری یکی از ورزش‌های المپیک تابستانی ۲۰۲۴ است که از ۲۷ تا ۳۱ ژوئیه برگزار شده است.
این مسابقات در دو بخش مردان و زنان انجام میشده.

## تقویم
| R1 | مرحله ۱ | R2 | مرحله ۲ | R3 | مرحله ۳ | ¼ | یک چهارم نهایی | ½ | نیمه نهایی | F | فینال |

| رویداد ↓ / تاریخ → | Sat 27 | Sun 28 | Mon 29 | Tue 30 | Tue 30 | Wed 31 | Wed 31 |
| ------------------ | ------ | ------ | ------ | ------ | ------ | ------ | ------ |
| مردان              | R1     | R2     | R3     | ¼      | ½      | F      |        |
| زنان               | R1     | R2     | R3     | ¼      |        | ½      | F      |

This is the current schedule, though depending on weather conditions, events can occur up until August 4.

## نتایج

### جدول مدال‌ها
*   کشور میزبان (فرانسه)
| رتبه          | NOC                 | طلا | نقره | برنز | مجموع |
| ------------- | ------------------- | --- | ---- | ---- | ----- |
| ۱             | فرانسه*             | ۱   | ۰    | ۱    | ۲     |
| ۲             | ایالات متحده آمریکا | ۱   | ۰    | ۰    | ۱     |
| ۳             | برزیل               | ۰   | ۱    | ۱    | ۲     |
| ۴             | استرالیا            | ۰   | ۱    | ۰    | ۱     |
| مجموع (۴ NOC) | مجموع (۴ NOC)       | ۲   | ۲    | ۲    | ۶     |

### مدال‌آوران
| رویداد | طلا                                 | نقره                     | برنز                 |
| مردان  | کائولی واست · فرانسه                | جک رابینسون · استرالیا   | گابریل مدینا · برزیل |
| زنان   | کارولین مارکس · ایالات متحده آمریکا | تاتیانا وستون-وب · برزیل | ژوان دوفه · فرانسه   |

## کشورهای شرکت‌کننده
در مجموعه ۴۸ ورزشکار از ۲۱ کشور در این مسابقات حضور دارند.
- استرالیا (۴)
- برزیل (۶)
- کانادا (۱)
- چین (۱)
- کاستاریکا (۱)
- السالوادور (۱)
- فرانسه (4) میزبان
- آلمان (۲)
- اندونزی (۱)
- اسرائیل (۱)
- ایتالیا (۱)
- ژاپن (۴)
- مکزیک (۱)
- مراکش (۱)
- نیوزیلند (۲)
- نیکاراگوئه (۱)
- پرو (۳)
- پرتغال (۲)
- آفریقای جنوبی (۳)
- اسپانیا (۳)
- ایالات متحده آمریکا (۵)